# Bronisław Szeptunowski
Bronisław Szeptunowski (ur. 16 sierpnia 1887, zm. 10 listopada 1947) – polski technik, działacz spółdzielczy, porucznik rezerwy, wiceprezes Rady Narodowej Ziemi Lidzkiej, poseł na Sejm Litwy Środkowej.  

## Życiorys
Był synem Józefa i Zofii z Soroków.
W grudniu 1918 z ramienia komitetu parafialnego w Trokielach został wybrany wiceprezesem zarządu powiatu lidzkiego i wiceprezesem Rady Narodowej Ziemi Lidzkiej. Podczas okupacji Lidy przez bolszewików musiał ukrywać się w majątku Dworzyszcze. Jeden z założycieli i od września 1919 do 10 listopada 1921 prezes zarządu Związku Spółdzielni Spożywców w Lidzie.
W 1922 został wybrany posłem na Sejm Litwy Środkowej z listy Bloku Demokratycznego w okręgu nr X (Lida). W Sejmie był członkiem klubu Polskiej Partii Socjalistycznej Litwy i Białorusi. Podczas posiedzeń występował w obronie praw mniejszości narodowych. W trakcie głosowania nad uchwałą w przedmiocie przynależności państwowej Ziemi Wileńskiej do Polski wstrzymał się od głosu. Został następnie wysunięty na zastępcę kandydata do delegacji Sejmu Litwy Środkowej do Warszawy, jednak nie został wybrany.
W 1927 kandydował do rady miasta Lidy z listy nr 1 (Demokratyczne Zjednoczenie Mieszczan Chrześcijan, Urzędników i Pracowników Umysłowych). W 1928 podpisał się pod deklaracją wyborczą Bezpartyjnego Bloku Współpracy z Rządem. W 1930 wszedł w skład komisji rewizyjnej Miejskiego Klubu Społeczno-Politycznego w Lidzie. Podczas wyborów parlamentarnych w 1930 był członkiem okręgowej komisji wyborczej nr 62 w Lidzie. W latach 30. był prezesem Komunalnej Kasy Oszczędności Powiatu Lidzkiego. W 1933 został zwolniony z tego stanowiska za nadużycia służbowe. Był członkiem Okręgowego Spółdzielczego Stowarzyszenia Spożywców „Jedność” w Lidzie. W okresie międzywojennym był porucznikiem rezerwy w 76 Lidzkim Pułku Piechoty im. Ludwika Narbutta. Posiadał 26-hektarową kolonię instrukcyjną w Dworzyszczach.
Zmarł 10 listopada 1947. Został pochowany na cmentarzu Świętej Rodziny we Wrocławiu (kwatera P9-R13-Nr16).